# 정혜옹주 (1584년)
정혜옹주(貞惠翁主, 1584년 5월 2일(음력 3월 22일) ~ 1638년 12월 22일(음력 11월 18일))는 조선의 왕족이다. 선조의 차녀이자 서차녀로  인빈 김씨 소생이다. 숙종의 정비 인경왕후의 고조모이기도 하다.

## 생애

### 가계
1584년(선조 17년) 음력 3월 22일 조선의 제14대 왕인 선조(宣祖)와 그 후궁 인빈 김씨(仁嬪 金氏)의 차녀로 태어났다. 성은 이(李), 본관은 전주(全州)이다. 신성군(信城君), 원종(元宗, 인조의 아버지) 등의 친동생이며, 인조(仁祖)의 고모이다.
정혜옹주의 생모 인빈 김씨는 수원 김씨 김한우(金漢佑)의 딸로, 명종(明宗)의 후궁으로 있던 경빈 이씨(慶嬪 李氏)의 외사촌이었던 관계로 궁중에서 자랐다. 이후 선조의 후궁이 되어 가장 많은 총애를 받았으며, 또 선조의 자식을 가장 많이 낳았다. 그러나 광해군(光海君)의 생모인 공빈 김씨(恭嬪 金氏)와 사이가 좋지 않았다.

### 옹주 시절
1592년(선조 25년) 임진왜란이 발발하여 8세의 어린 나이에 피난 생활을 해야 하는 등 고생을 겪었다. 당시 《조선왕조실록》에는 정혜옹주가 나이가 어렸고, 피난길도 어수선하여 말 등을 준비할 수 없게 되자 선조가 옹주를 데리고 다른 곳으로 피난을 간 후 무사히 난리를 피하면 큰 상을 내릴 것이라는 명을 내렸다. 이때 내수사(內需司)의 관원으로 있던 윤백상(尹百祥)이 자원하여 옹주를 황해도의 산 속으로 들어가 용케 적을 피하고, 그 해 겨울이 되어서야 의주(義州)로 들어갔다.
이후 정혜옹주는 1596년(선조 29년) 해평 윤씨 윤방(尹昉)의 아들 윤신지(尹新之)와 혼인하였다. 이때 윤신지는 해숭위(海嵩尉)에 봉해졌다.

### 사망
정혜옹주는 병자호란이 발발한지 2년 후인 1638년(인조 16년) 사망하였다. 당시 왕실에는 정혜옹주 말고도 여러 왕족들이 죽었으나 그 장례를 제대로 치르지 못하고 있었는데, 당시 인조는 정혜옹주에 대해 예장(禮葬)을 하도록 명하였다. 이에 여러 대신들이 반발하였으나, 인조는 자신의 명대로 시행토록 하였다. 현재 그녀의 묘소는 경기도 고양시 덕양구 원당동에 있으며, 남편 윤신지와 합장되었다.

## 가족 관계
정혜옹주는 윤신지와 결혼하여 아들 둘을 두었다. 남편 윤신지는 품계가 정1품에 올랐으며, 글을 잘 짓고 서화에 능하여 장인인 선조의 총애를 받았다. 게다가 두 아들까지 총명하여 한때는 많은 이들에게 선망의 대상이 되었다. 그러나 두 아들이 자신보다 일찍 죽는 바람에 약 20여년을 은거하며 지내다가 1657년(효종 8년)에 죽었다.
장남은 윤지(尹墀)이며, 차남은 윤구(尹坵)이다. 윤지는 광해군 때 사직하였다가 인조반정 후 여러 관직을 두루 지내고, 훗날 예조참판과 전라도관찰사, 경기감사 등을 지냈다. 또 글씨를 매우 잘 썼다고 한다. 윤지의 딸이 김만기·김만중의 어머니로, 김만기의 딸이 숙종의 초비(初妃)인 인경왕후 김씨이다. 윤구는 이조정랑 등을 지냈으며, 병자호란 때 남한산성에서 인조를 호종하였다.
| - 조부 : 덕흥대원군(德興大院君, 1530 ~ 1559) - 조모 : 하동부대부인 정씨(河東府大夫人 鄭氏, 1530 ~ 1567) - 부왕 : 선조(宣祖, 1552 ~ 1608) - 외조부 : 김한우(金漢佑, 1501 ~ 1577) - 외조모 : 전주 이씨(全州 李氏) - 이효성(李孝成)의 딸 - 생모 : 인빈 김씨(仁嬪 金氏, 1555 ~ 1613) - 오빠 : 의안군 성(義安君 珹, 1577 ~ 1588) - 오빠 : 신성군 우(信城君 珝, 1578 ~ 1592) - 오빠 : 원종(元宗, 1580 ~ 1619) - 언니 : 정신옹주(貞愼翁主, 1583 ~ 1653) - 여동생 : 정숙옹주(貞淑翁主, 1587 ~ 1627) - 남동생 : 의창군 광(義昌君 珖, 1589 ~ 1645) - 여동생 : 정안옹주(貞安翁主, 1590 ~ 1660) - 여동생 : 정휘옹주(貞徽翁主, 1593 ~ 1653) | - 시조부 : 윤두수(尹斗壽, 1533 ~ 1601) - 시조모 : 창원 황씨(昌原 黃氏, ? ~ 1591) - 시아버지 : 윤방(尹昉, 1563 ~ 1640) - 시어머니 : 한봉헌(韓鳳獻, 1562 ~ 1603) - 부마 : 해숭위(海嵩尉) 윤신지(尹新之, 1582 ~ 1657) - 장남 : 윤지(尹墀, 1600 ~ 1644) - 자부 : 홍선원(洪善媛, 1601 ~ ?) - 감사(監司) 홍명원(洪命元)의 딸 - 손녀 : 해평 윤씨(海平 尹氏, 1617 ~ 1689) - 양손자 : 윤세흥(尹世興, 1635 ~ ?) - 며느리(양첩) : 미상 - 서손자 : 윤세번(尹世蕃, 1636 ~ ?) - 차남 : 윤구(尹坵, 1606 ~ 1637) - 자부 : 청풍 김씨 - 판부사(判府事) 김신국(金藎國)의 딸 - 양손자 : 윤세휴(尹世休, 1624 ~ ?) |

## 관련 작품

### 드라마
- 《화정》(MBC, 2015년, 배우:김규선)